# Monastery-Nunatak
Der Monastery-Nunatak ist ein imposanter und isolierter Nunatak im ostantarktischen Viktorialand. Auf der Südseite der Quartermain Mountains ragt er am Kopfende des Ferrar-Gletschers zwischen Mount Feather und dem Pivot Peak auf.
Mit seiner Haube aus hellem Sandstein und den vertikalen Hängen auf einem Fundament aus schwarzem Dolerit erinnert er an ein tibetisches Kloster. Dies veranlasste ein neuseeländisches Vermessungsteam bei der Commonwealth Trans-Antarctic Expedition (1955–1958) zu der deskriptiven Benennung.